# Sorbitzmühle

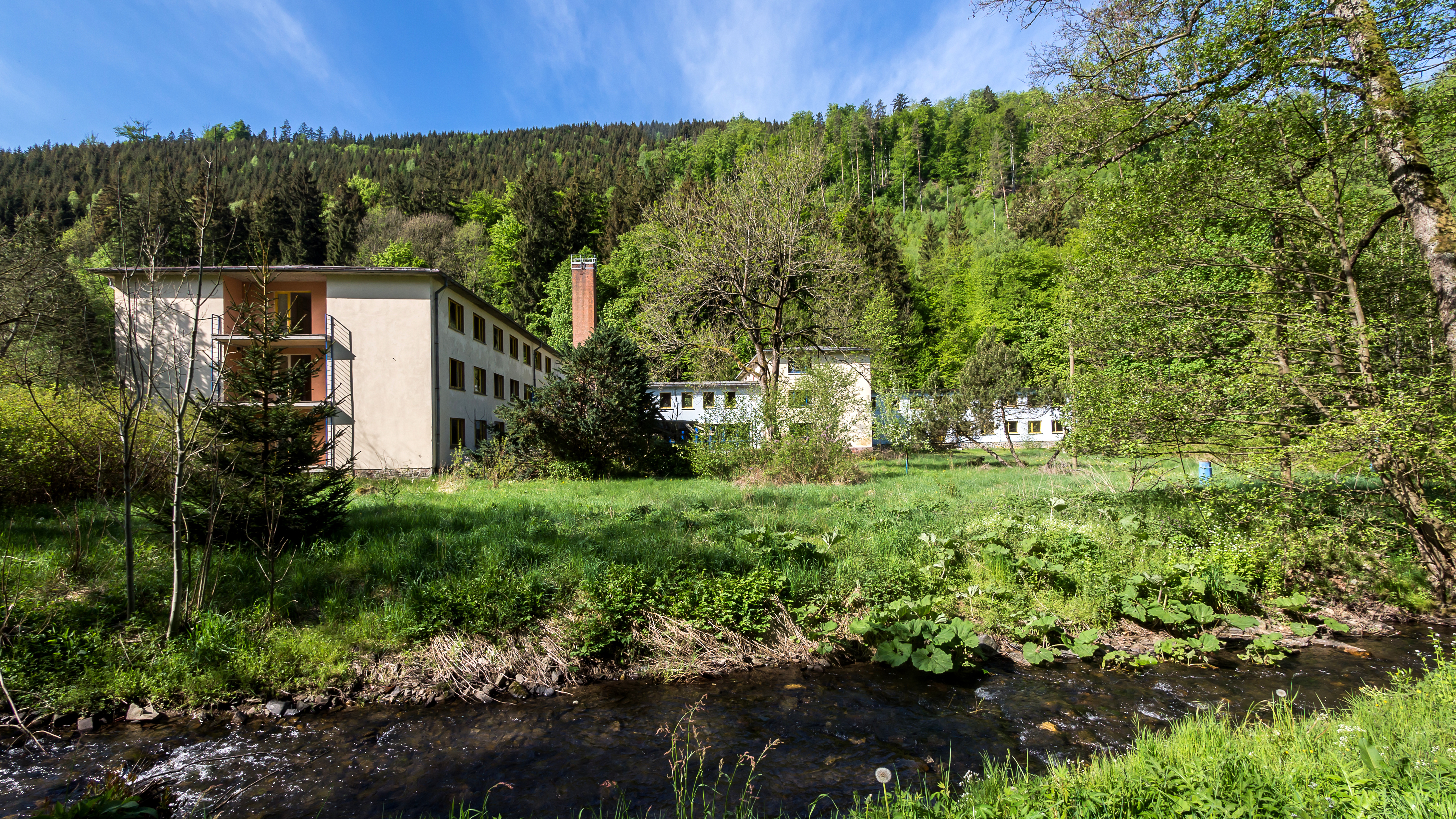
ehemaliges Wald- und Jugendhotel Sorbitzmühle

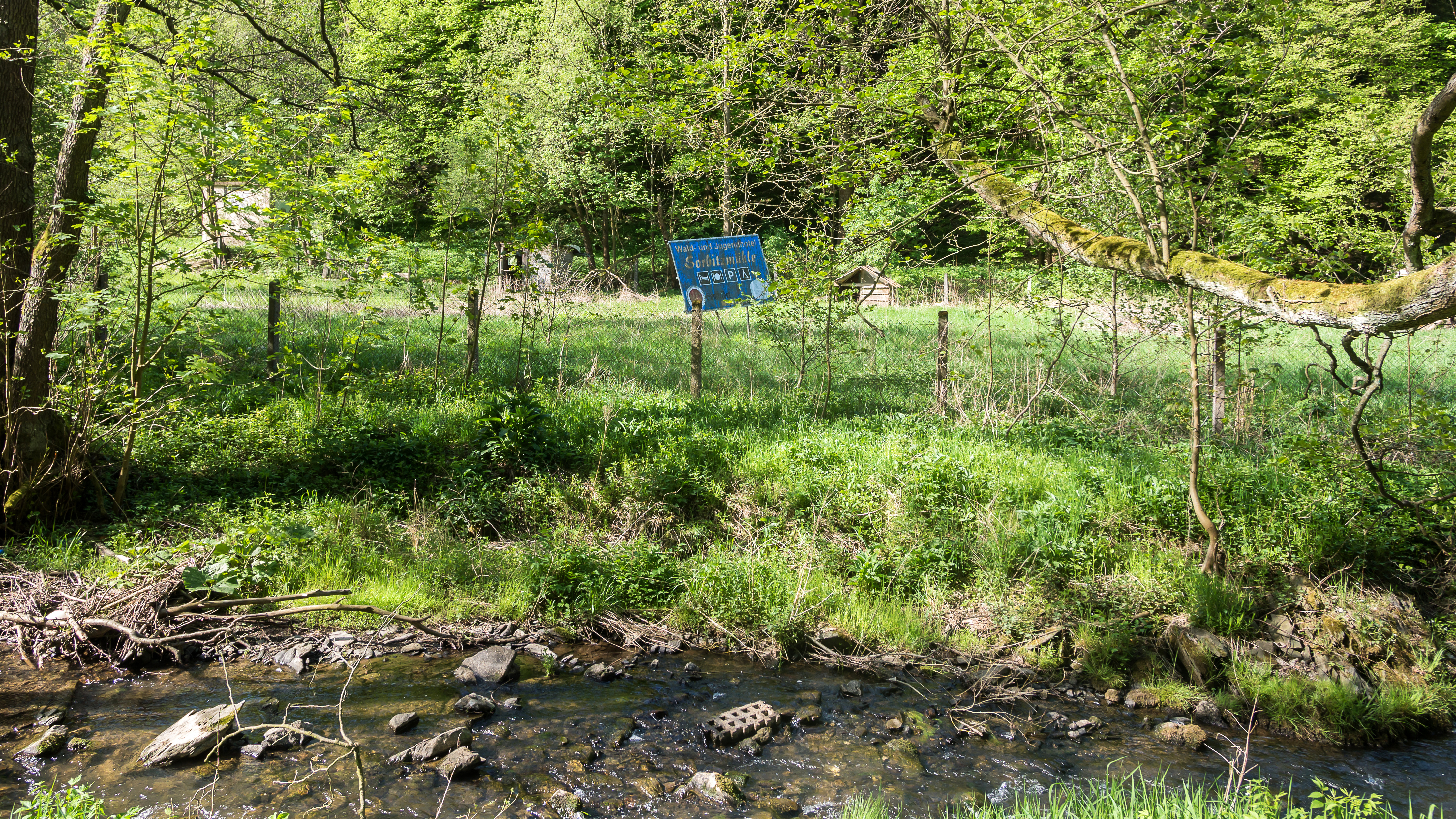
Sorbitzmühle

Die Sorbitzmühle ist ein Anwesen in der Gemeinde Döschnitz im Landkreis Saalfeld-Rudolstadt in Thüringen.

## Lage
Die Sorbitzmühle liegt in einem Hochtal im Thüringer Schiefergebirge südlich der Bockschmiede mit einem Abzweig kurz vor Rohrbach auf der Landesstraße 2382. Anhöhen und Bergflanken sind bewaldet. Im Tal gibt es Waldwiesen.

## Geschichte
In der DDR bot das damals noch als Schullandheim verwendete Grundstück einen attraktiven Platz für Schulen aus allen Teilen der DDR. Es gab mehrere Etagen mit Schlafzimmern, einen großen Eingangsbereich, einen Imbiss, einen Essbereich, einen Kinoraum mit einem Fernseher, öffentliche Toiletten und Gemeinschaftsbadezimmer. Außen befand sich ein kleiner Spielplatz, der anliegende Bach, Zugänge zu Wanderwegen und einen am Wald angrenzenden Heizraum mit Schornstein. Das Gemäuer war modern eingerichtet und aufgrund der kleinen Fläche sehr übersichtlich. Die Schlafzimmer hatten meist Doppelstockbetten, einen kleinen Tisch, einen großen Kleiderschrank und ein Fenster.
Seit 2012 steht das Wald- und Jugendhotel wegen ausbleibendem Tourismus leer. Schon zuvor hatte es mit stark rückläufigen Besucherzahlen und hohen Renovierungskosten zu kämpfen. Das meiste an Einrichtung wurde an umliegende Hotels oder Privatpersonen verkauft. Teils sind noch alte Sanitäranlagen wie Toiletten und Duschen zu finden. Stromkästen und Metallleitungen wurden aus den Wänden gerissen und von Dritten entwendet.
Mit der Flüchtlingswelle 2015 kam der Ansatz einer Privatperson aus dem Landkreis, das Hotel zu einer Unterkunft für Asylbewerber umzubauen, um das Gemäuer zumindest etwas zu erhalten. Dieser Plan wurde jedoch schnell wieder verworfen, da er in den umliegenden Dörfern für Unmut sorgte.
Obwohl das Grundstück der Natur und dem aktiven Vandalismus überlassen wurde, ist es nach wie vor im Privatbesitz. Aufgrund des katastrophalen Zustandes ist es jedoch äußerst unwahrscheinlich, dass das Gemäuer renoviert und wieder sinnvoll genutzt wird.